# Demografia della Puglia

## Evoluzione demografica
|           | 1300 | 1400 | 1500 | 1600 | 1700 | 1800 | 1861 |
| --------- | ---- | ---- | ---- | ---- | ---- | ---- | ---- |
| Andria    | 7    |      | 5    | 14   | 7    | 14   | 30   |
| Bari      | 13   | 6    | 6    | 15   | 14   | 18   | 33   |
| Barletta  | 17   | 5    | 6    | 14   | 9    | 16   | 26   |
| Bitonto   | 12   |      | 6    | 12   | 10   | 15   | 22   |
| Brindisi  | 13   |      |      | 9    | 8    | 6    | 8    |
| Foggia    | 7    |      | 5    | 8    | 10   | 17   | 30   |
| Gallipoli |      |      | 5    | 6    | 13   | 10   | 7    |
| Lecce     | 7    | 6    | 15   | 36   | 20   | 20   | 18   |
| Molfetta  | 7    |      | 5    | 9    | 8    | 14   | 24   |
| Taranto   | 10   | 6    | 10   | 15   | 12   | 17   | 19   |
| Trani     | 12   | 5    | 6    |      | 14   | 16   | 23   |

## Popolazione per provincia
La popolazione della Puglia per provincia:
| Stemma | Provincia                          | Numero di comuni | Popolazione (ab) | Superficie (km²) |
| ------ | ---------------------------------- | ---------------- | ---------------- | ---------------- |
|        | Città metropolitana di Bari        | 41               | 1.246.222        | 3.821            |
|        | Provincia di Lecce                 | 97               | 800.300          | 2.759            |
|        | Provincia di Foggia                | 61               | 625.051          | 6.965            |
|        | Provincia di Taranto               | 29               | 582.790          | 2.430            |
|        | Provincia di Brindisi              | 20               | 399.716          | 1.840            |
|        | Provincia di Barletta-Andria-Trani | 10               | 391.870          | 1.543            |
|        | Totale Puglia                      | 258              | 4.045.949        | 19.358           |

## Comuni più popolosi
Di seguito la tabella riporta la popolazione residente nei comuni della Puglia con più di 40.000 abitanti:
| Stemma | Comune            | Provincia e città metropolitana    | Popolazione (ab) | Superficie (km²) |
| ------ | ----------------- | ---------------------------------- | ---------------- | ---------------- |
|        | Bari              | Città metropolitana di Bari        | 316 212          | 116              |
|        | Taranto           | Provincia di Taranto               | 186 520          | 217              |
|        | Foggia            | Provincia di Foggia                | 152.557          | 508              |
|        | Andria            | Provincia di Barletta-Andria-Trani | 96 873           | 408              |
|        | Lecce             | Provincia di Lecce                 | 94 434           | 238              |
|        | Barletta          | Provincia di Barletta-Andria-Trani | 92 419           | 146              |
|        | Brindisi          | Provincia di Brindisi              | 89.843           | 328              |
|        | Altamura          | Città metropolitana di Bari        | 69.728           | 427              |
|        | Molfetta          | Città metropolitana di Bari        | 57.441           | 58               |
|        | Cerignola         | Provincia di Foggia                | 54.934           | 594              |
|        | Manfredonia       | Provincia di Foggia                | 54.863           | 352              |
|        | Bitonto           | Città metropolitana di Bari        | 56.518           | 173              |
|        | San Severo        | Provincia di Foggia                | 55.259           | 333              |
|        | Bisceglie         | Provincia di Barletta-Andria-Trani | 54.869           | 68               |
|        | Trani             | Provincia di Barletta-Andria-Trani | 53.950           | 102              |
|        | Modugno           | Città metropolitana di Bari        | 36.971           | 272              |
|        | Martina Franca    | Provincia di Taranto               | 47.247           | 301              |
|        | Monopoli          | Città metropolitana di Bari        | 47.820           | 156              |
|        | Corato            | Città metropolitana di Bari        | 42.585           | 167              |
|        | Gravina in Puglia | Città metropolitana di Bari        | 44.374           | 384              |

## Comuni più estesi
In grassetto i comuni che  sono capoluogo di provincia.
| Pos. | Comune               | Provincia             | Superficie (km²) |
| ---- | -------------------- | --------------------- | ---------------- |
| 1    | Cerignola            | Foggia                | 593              |
| 2    | Foggia               | Foggia                | 508              |
| 3    | Altamura             | Bari                  | 427              |
| 4    | Andria               | Barletta-Andria-Trani | 408              |
| 5    | Gravina in Puglia    | Bari                  | 384              |
| 6    | Manfredonia          | Foggia                | 351              |
| 7    | Lucera               | Foggia                | 338              |
| 8    | Ascoli Satriano      | Foggia                | 334              |
| 9    | San Severo           | Foggia                | 333              |
| 10   | Brindisi             | Brindisi              | 328              |
| 11   | Martina Franca       | Taranto               | 301              |
| 12   | Mottola              | Taranto               | 292              |
| 13   | San Giovanni Rotondo | Foggia                | 259              |
| 14   | Minervino Murge      | Barletta-Andria-Trani | 255              |
| 15   | Monte Sant'Angelo    | Foggia                | 242              |

## Dall'emigrazione all'immigrazione

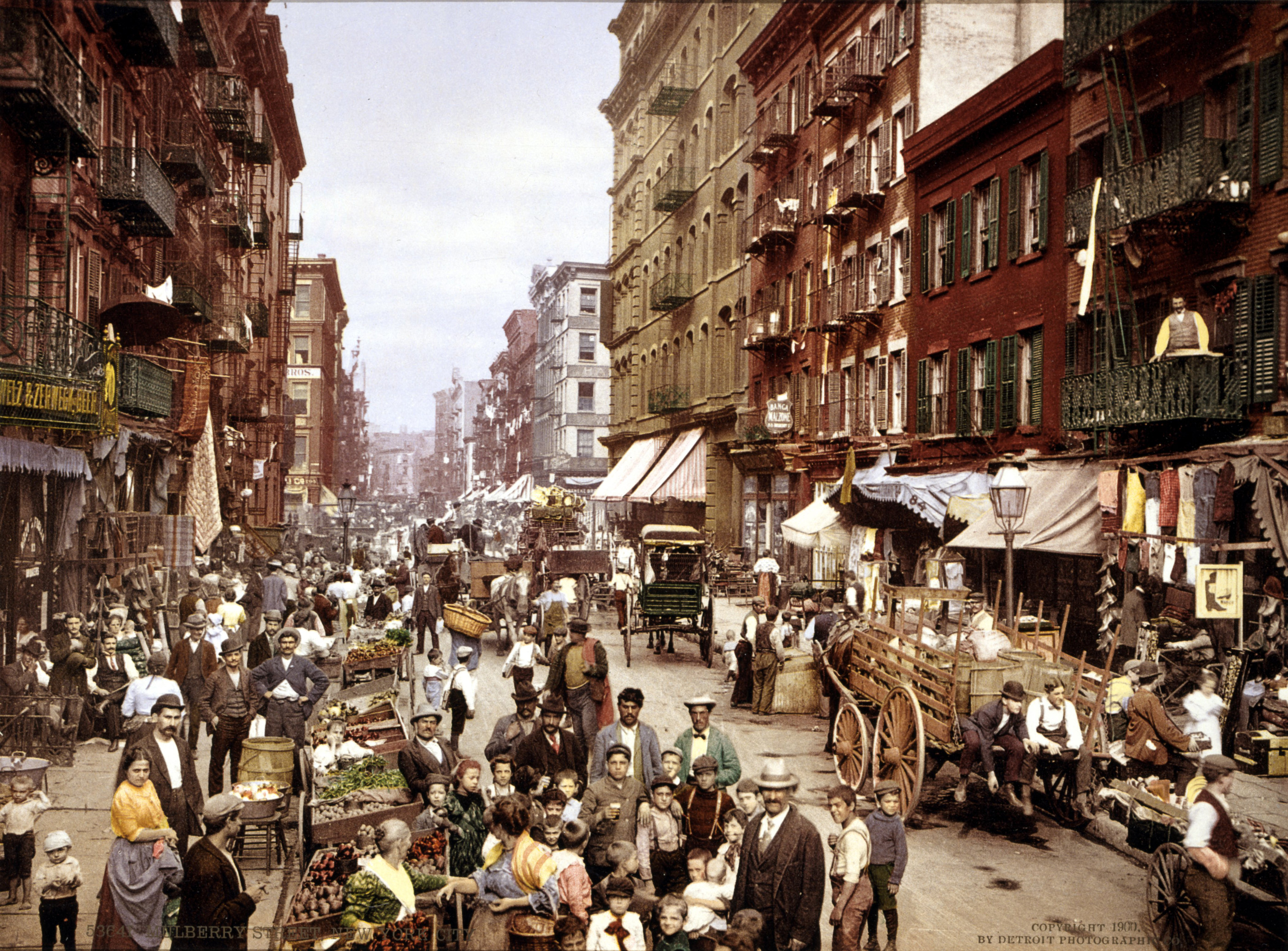
Mulberry Street, Little Italy, New York, primi del '900

La Puglia è stata una delle regioni con i più alti tassi di emigrazione nel corso del XX secolo. In effetti essa si colloca storicamente al terzo posto (dietro Sicilia e Campania). La ripartizione degli iscritti alle anagrafi consolari oggi stima in 370.000 il numero dei pugliesi emigrati all'estero. In realtà sono milioni, nel corso del Novecento, i pugliesi che hanno scelto la strada dell'emigrazione in due grandi ondate. La prima, che ha il suo picco negli anni immediatamente precedenti e seguenti la prima guerra mondiale, ha per meta esclusiva le Americhe (Stati Uniti, Argentina, Brasile), per poi dirigersi verso l'Europa centro-settentrionale che diviene così la destinazione principale dell'emigrazione pugliese. Secondo i dati delle anagrafi consolari sono 80.000 i pugliesi in Germania, altri 100.000 si dividono fra Svizzera, Francia e Belgio; notevoli sono ancora le presenze negli Stati Uniti (18.000), in Canada (18.000) e in America Latina, dove nel solo Venezuela la presenza di pugliesi è stimata in 8.000 cittadini. Con la seconda ondata, che ha il suo picco nel secondo dopoguerra, si scopre un nuovo continente: l'Australia.
L'emigrazione diviene anche interna, attratta dallo sviluppo industriale di alcune aree settentrionali del Paese. Dal 1951 al 1967, 1.200.000 emigranti lasciarono la Puglia per trasferirsi prevalentemente in Piemonte e in Lombardia. Torino e Milano furono le destinazioni che attrassero un gran numero di giovani pugliesi: nello specifico, il capoluogo piemontese accolse gran parte dei provenienti dalla provincia di Foggia, mentre in quello lombardo si insediarono in larga maggioranza i baresi, con le altre province a seguire (i salentini prediligevano paesi esteri come Svizzera e Germania).
Secondo il Bilancio demografico regionale elaborato dall'ISTAT, oggi a fronte di un saldo naturale che è risultato pari a +6.677 unità, l'incremento demografico della regione Puglia è dovuto, in misura consistente, dalle immigrazioni che sono largamente superiori alle emigrazioni. Nel corso del 2007 sono state iscritte in anagrafe come provenienti dall'estero 17.870 persone, mentre ammontano a 3.073 le cancellazioni per l'estero.
Oggi la Puglia conta 51.242 cittadini stranieri di cui 9.860 in provincia di Foggia, 23.041 nella città metropolitana di Bari, 4.244 in provincia di Taranto, 4.180 in provincia di Brindisi e 9.917 in provincia di Lecce.
Si segnalano le comunità con più di mille unità: 
| Bandiera             | Nazione di origine | Numero di presenze |
| -------------------- | ------------------ | ------------------ |
| Albania (bandiera)   | Albania            | 19.140             |
| Marocco (bandiera)   | Marocco            | 5.193              |
| Cina (bandiera)      | Cina               | 2.795              |
| Romania (bandiera)   | Romania            | 1.949              |
| Tunisia (bandiera)   | Tunisia            | 1.782              |
| Ucraina (bandiera)   | Ucraina            | 1.675              |
| Polonia (bandiera)   | Polonia            | 1.528              |
| Senegal (bandiera)   | Senegal            | 1.228              |
| Mauritius (bandiera) | Mauritius          | 1.067              |